# Seznam vojaških izrazov
To je seznam vojaških izrazov, ki so bili oz. so še v uporabi v vojski oz. oboroženih silah držav sveta.

## B
bastion, bataljon, baterija, baza, bimbaša, biološki terorizem, bitka, bliskovita vojna, blok, blokada, bojevanje, bojna skupina, bojni inženirci, brigada, brigadni general, brisani prostor, bunker

## D
defenziva, defile, degradacija, delibaša, delija, demilitarizacija, desetnik, detaširanje, dezerter, domobranstvo, dragonec, dumdum

## K
kadenca , Képi Blanc , komunikacija (vojaštvo)

## O
operacija

## P
peta kolona, podporočnik, polkovnik, poročnik, premirje

## Š
šajka